# 湯立
湯立（ゆだて/ゆたて/ゆだち）とは、神前に大きな釜を据えて湯を沸かし、神がかりの状態にある巫女が持っている笹・幣串をこれに浸した後に自身や周囲に振りかける儀式。
釜が置かれるのは屋内に設けられた炉の上であるが、屋外に鼎をおいてその上で行われる場合もある。釜で湯を沸かすのはそれを勧請した神々に対して献上するとともに、舞を舞う巫女が神がかりとなって託宣を行う。巫女舞や湯立神楽、霜月神楽はこの過程が民俗芸能となったものである。
今日では祓としての要素が大きいが、古い時代にはむしろ禊としての要素が大きく、神意を問うための占卜の手段としても重要視され、問湯（といゆ）と呼ばれていた。盟神探湯は問湯から発生したとされ、この流れを汲む中世における湯起請を「湯立」とも称した。平安時代には宮中行事の一環としても湯立が行われていたと『貞観儀式』から確認できる。